# Viktor Greschik
Viktor Greschik (ur. 29 marca 1862 r. w Lewoczy – zm. 17 sierpnia 1946 tamże) – spiskoniemiecki botanik i historyk, z zawodu nauczyciel. Prowadził wieloletnie badania flory terenów dzisiejszej Słowacji – głównie Spiszu i Tatr, ale również i terenów sąsiednich, po granice dzisiejszej Polski, Ukrainy i Węgier. Zajmował się zwłaszcza mchami, porostami i grzybami.
Był absolwentem instytutu nauczycielskiego w Spiskiej Kapitule. W latach 1882–1887 pracował jako nauczyciel w Kieżmarku, w latach 1887–1914 jako nauczyciel, a później dyrektor Rzymskokatolickiej Szkoły Ludowej w Lewoczy. W 1924 r. przeszedł na emeryturę.
Od początku swej działalności nauczycielskiej intensywnie zajmował się swą ulubioną botaniką, a w szczególności florą Tatr. Brak uniwersyteckich studiów w zakresie botaniki niwelował wyjątkowym zmysłem obserwacyjnym i intensywnym samokształceniem. Dzięki znajomości kilku języków obcych  prowadził bardzo szeroką korespondencję z wieloma ówczesnymi wybitnymi botanikami Europy, którym przesyłał do sklasyfikowania zbierane okazy. Byli wśród nich Węgrzy: Nándor Filarszky, Vince Borbás, Lajos Simonkai, I. Györffy, Erasmus Gyula Nyárády, L. Hollós, a także V. Reichardt z Wiednia, Ferdynand A. Pax z Wrocławia, G. Bresadola z Trydentu, P. Magnus, P. Sydow i E. Köhne z Berlina, O.G. Blomberg z Uppsali, M. C. Cooke z Londynu czy J. Gillet z Paryża. Od 1886 r. ogłaszał swe prace botaniczne, głównie w niemieckich czasopismach spiskich. Uczestniczył też aktywnie w licznych kongresach botanicznych, m.in. w Petersburgu, Hamburgu i Berlinie.
Spośród jego publikacji szereg dotyczy Tatr, np. Die Trüffeln der Hohen Tátra („Jahrbuch UKV” 1898), Die Waldfrüchte und das Obst der Hohen Tatra und ihre Verwertung („Tur. und Alp.” 3, 1922–23, nr 3). W 1929 r. czasopismo „Krásy Slovenska” opublikowało w słowackim tłumaczeniu jego artykuł dotyczący flory okolic Spiskiej Nowej Wsi (Kvetena spišskonovoveského okolia, s. 290-294, 308-316). Greschik wymienił w nim 1045 gatunków roślin, zaobserwowanych w przedziale wysokości od 458 do 1268 m n.p.m. Ogłosił również m.in. Zipser volksthümliche Pflanzennamen („Zipser Bote” 1889, nr 12 i 19) oraz Liečivé a čarodejné rastliny Slovenska („Slovenske Liečivé Rastliny” 1942). W niemieckim rękopisie pozostało dzieło 50 lat jego życia, opisujące florę okolic Lewoczy: Flora von Leutschau; Ergebnis 50. jähr. Forschung (Leutschau 1932). Do osiągnięć Greschika należało m.in. odkrycie w 1891 r. stanowiska występowania wierzby śniadej na torfowisku zwanym Kolibaba na terenie wsi Hradisko w Górach Lewockich - jedynego na Słowacji.
Zestawił szereg zielników, m.in. zebrał wielki zielnik, liczący ok. 25 000 (lub nawet 250 000) arkuszy, w którym przeszło połowa okazów pochodzi z Tatr. Zielnik ten obejmował 185 zespołów kart, z których 39 zawierało porosty, 17 mchy, 24 grzyby, 8 galasy i 97 rośliny nasienne. Zielnik ten był przechowywany w muzeum w Lewoczy, potem został włączony do zielnika Katedry Systematyki Roślin Uniwersytetu Komeńskiego w Bratysławie. Szczególne znaczenie mają jego zbiory mchów (Bryotheca carpatica), porostów (Lichenotheca carpatica) i grzybów (Mycotheca carpatica). Inne zielniki znajdują się m.in. na Wydziale Nauk Przyrodniczych Uniwersytetu Karola w Pradze oraz w Oddziale Botanicznym Muzeum Przyrodniczego w Budapeszcie. Mniejsze zbiory przechowywane są w Muzeum Krajoznawczym w Spiskiej Nowej Wsi. Ponad 600 arkuszy roślin z Tatr i Spiszu zebranych przez Greschika w latach 1882-1939 znajduje się w muzeum słowackiego Tatrzańskiego Parku Narodowego.
Greschik był również zamiłowanym pomologiem: na wystawie ogrodniczej w 1901 r. wystawił kolekcję 125 odmian jabłoni i grusz.
Greschik został uczczony przez zagranicznych botaników nazwą gatunku mchu tatrzańskiego (Andraea greschikii Röll) oraz nazwami kilku nowych gatunków grzybów z terenu Spiszu, m.in. (Poria Greschikii Bres.).
Greschik interesował się również historią i etnografią Spiszu. Tatr dotyczy np. Schwarzkünstler-Persiflage aus der Hohen Tatra ("Karp. Post." 1896, nr 37 i 38). W rękopisie zachowało się jego dzieło historyczne pt. Alt Levotschau in historischen Darstellungen (Leutschau 1932). W liczącej 248 stron kronice Lewoczy pt. Leutschauer Chronik in kurzen Auszügen von Viktor Greschik, 1940, zamieścił wypisy z wielu nieznanych kronik starszych autorów (Sperfogla, Türka, Haina, Leibitzera, Brichenzweiga, Engela, Edeskúti’ego, Mayera i Lányi’ego).  Napisał też pierwszy przewodnik po Lewoczy: Führer zu den Kunstschätzen und Sehenwürdigkeiten der Stadt Levocza (Leutschau 1931) i prawie do ostatnich lat życia oprowadzał po niej turystów.
Przez szereg lat był redaktorem niemieckojęzycznego tygodnika spiskiego "Szepesi Hirnök – Zipser Bote". Jego gromadzona przez całe życie biblioteka liczyła ostatecznie ponad osiem tysięcy tomów (każdy oznaczony był exlibrisem Greschika!).